# Corte Constitucional de Burundi
La Corte Constitucional de Burundi (en francés: Cour constitutionnelle du Burundi) es la autoridad suprema en materia de derecho constitucional de Burundi.

## Funciones
Su papel se encuentra regulado en la Constitución de Burundi por el Título VIII, del Poder Judicial, Apartado 4, de la Corte Constitucional, artículos 231-238.
Como máxima autoridad en materia de derecho constitucional en el país, se ocupa de la interpretación de la Constitución Nacional, mientras que sus decisiones no se pueden apelar.En este orden de ideas, todas las leyes aprobadas por el Parlamento Nacional se deben enviar a la Corte Constitucional para que esta determine su constitucionalidad antes de promulgarlos.
Por otra parte, la Corte Constitucional es quien se encarga de tomar juramento al Presidente de la República, el Vicepresidente y los ministros del gabinete.
Es considerado como el segundo tribunal más alto del país, solo por detrás de la Corte Suprema de Justicia. Precisamente, junto con esta puede reunirse en pleno para conformar la Corte Superior de Justicia (en francés: Haute Cour de Justice), la cual posee prerrogativas especiales como la capacidad de juzgar a un presidente en ejercicio o a ministros del gobierno por traición.

## Estructura
Según el artículo 226 de la Constitución, la Corte Constitucional está compuesta por siete magistrados, incluyendo al Presidente y al Vicepresidente de la Corte, nombrados para un mandato único de seis años. Los magistrados son designados por el presidente de Burundi, teniendo en cuenta la previa aprobación del Senado.
De sus siete magistrados, tres deben haber sido magistrados de carrera, si bien los siete miembros deben ser juristas. Los tres miembros de carrera, el vicepresidente y el presidente deben asistir a todas las sesiones, a la vez que ellos cinco constituyen el quórum mínimo para que el tribunal sesione. Las decisiones se toman por mayoría simple y presidente del Tribunal Constitucional tiene voto de calidad cuando no hay mayoría.

## Historia
La Corte se estableció en 1992 como la autoridad designada para interpretar la Constitución adoptada ese mismo año. Anteriormente a su fundación, la Corte Suprema de Justicia era quien había ejercido la competencia de interpretar cuestiones constitucionales.
Tras el Golpe de Estado de 1996 la Corte Constitucional fue disuelta, siendo reorganizada y reconstituida por el decreto ley n.° 1/008 del 6 de junio de 1998.
En mayo de 2015, la Corte Constitucional fue llamado a pronunciarse sobre la legalidad de que un candidato se presentara a un tercer mandato como Presidente de la República de Burundi. El caso se produjo en el contexto de un malestar popular generalizado contra el gobierno de Pierre Nkurunziza, que ocupaba el cargo desde 2005. La Corte dictaminó que la Constitución de 2005 no prohibía un tercer mandato y dictaminó que el primer mandato de Nkurunziza no debería contarse porque había sido elegido para tal por el Parlamento. La sentencia fue profundamente controvertida y fue acusada de parcialidad progubernamental. El vicepresidente de la Corte, Sylvere Nimpagaritse, huyó al exilio antes de que se publicara la sentencia, alegando que el gobierno había presionado a los jueces para que decidieran a favor de presidencias de tres mandatos. Posteriormente, Nkurunziza cumplió un tercer mandato y murió en 2020, poco después de anunciar que no se presentaría a un cuarto mandato.

## Listado de Presidentes
La siguiente es la lista de personas que han ostentado la presidencia de la corporación desde su establecimiento:
| N.°                       | Nombre              | Inicio | Final      | Ref.                 |
| ------------------------- | ------------------- | ------ | ---------- | -------------------- |
| 1.°                       | Gerard Niyungeko    | 1992   | 1996       | [ 9 ]                |
| Cargo abolido (1996-1998) |                     |        |            |                      |
| 2.°                       | Domitille Barancira | 1998   | 2006       | [ 10 ] [ 11 ]        |
| 3.°                       | Christine Nzeyimana | 2007   | 2013       | [ 10 ] [ 12 ] [ 13 ] |
| 4.°                       | Charles Ndagijimana | 2013   | Actualidad | [ 13 ] [ 14 ]        |